# 丽贝卡·克里迪
丽贝卡·克里迪（英語：Rebecca Creedy，1983年3月12日—），澳大利亚女子游泳、铁人三项运动员。她曾代表澳大利亚参加1998年和2002年英联邦运动会游泳比赛，获得一枚金牌、一枚银牌和一枚铜牌。